# عادل صقر
عادل صقر (مواليد 16 مارس 1986، لاعب كرة قدم إماراتي يجيد اللعب كلاعب وسط.

## مسيرته الإحترافية
مثل سابقاً أندية الأهلي و عجمان و الشارقة و الإمارات و اتحاد كلباء و الوحدة و الذيد و الشعب و مصفوت و دبا الحصن و خورفكان و البطائح و العربي و جلف يونايتد و التعاون.

## روابط خارجية
- عادل صقر على موقع Soccerway.com (الإنجليزية)
- عادل صقر على موقع كووورة